# EuroNat
EuroNat va ser una associació de partits nacionalistes de la Unió Europea constituïda el 9 d'octubre de 2005. L'associació va deixar de ser activa quan, a partir d'octubre del 2009, la majoria de partits polítics que la componien van unir-se dins de l'Aliança dels Moviments Nacionals Europeus, amb objectius força similars als d'Euronat.

### Partits membres
| Estat         | Partit                                                         |
| ------------- | -------------------------------------------------------------- |
| Bèlgica       | Vlaams Blok                                                    |
| Txèquia       | Associació per la República-Partit Republicà de Txecoslovàquia |
| Txèquia       | Republicans de Miroslav Sladek                                 |
| Croàcia       | Partit Croat dels Drets                                        |
| Finlàndia     | Moviment Popular Patriòtic                                     |
| França        | Reagrupament Nacional                                          |
| Alemanya      | Unió del Poble Alemany                                         |
| Grècia        | Front Hel·lènic                                                |
| Hongria       | Partit Hongarès de Justícia i Vida                             |
| Itàlia        | Forza Nuova                                                    |
| Itàlia        | Fiamma Tricolore                                               |
| Països Baixos | Nova dreta                                                     |
| Portugal      | Moviment d'Acció Nacional                                      |
| Romania       | Partit de la Gran Romania                                      |
| Sèrbia        | Partit Radical Serbi                                           |
| Eslovàquia    | Partit Nacional Eslovac                                        |
| Espanya       | Democracia Nacional                                            |
| Suècia        | Nacionaldemòcrates                                             |
| Suècia        | Demòcrates de Suècia                                           |
| Regne Unit    | Partit Nacional Britànic                                       |